# Hypselistes basarukini
Espèce
Hypselistes basarukini est une espèce d'araignées aranéomorphes de la famille des Linyphiidae.

## Distribution
Cette espèce est endémique de l'île Sakhaline en Russie,.

## Publication originale
- Marusik & Leech, 1993 : The spider genus Hypselistes, including two new species, from Siberia and the Russian Far East (Araneida: Erigonidae). The Canadian Entomologist, vol. 125, no 6, p. 1115-1126.